# United States Naval Academy
United States Naval Academy (Akademia Marynarki Wojennej Stanów Zjednoczonych) – założona przez propagatora powszechnej oświaty i edukacji, jednocześnie sekretarza Marynarki Wojennej USA George’a Bancrofta, uczelnia wojskowa z USA kształcąca przyszłych oficerów US Navy i Korpusu Piechoty Morskiej USA, działająca w Annapolis w stanie Maryland. Założona w 1845 roku jako Naval School (Szkoła Marynarki), działa pod obecną nazwą od 1850, a pierwszych sześciu absolwentów ukończyło studia w 1854. Ma obecnie 4,4 tys. studentów.
Absolwenci po ukończeniu czteroletnich studiów otrzymują dyplom Bachelor of Science bakałarza i stopień wojskowy podporucznika marynarki (ensign), jeśli będą służyć w United States Navy albo stopień podporucznika (Second Lieutenant) jeśli będą służyć w Korpusie Piechoty Morskiej, żołnierze następnie są zobowiązani służyć przez co najmniej pięć lat w US Navy lub Marines.

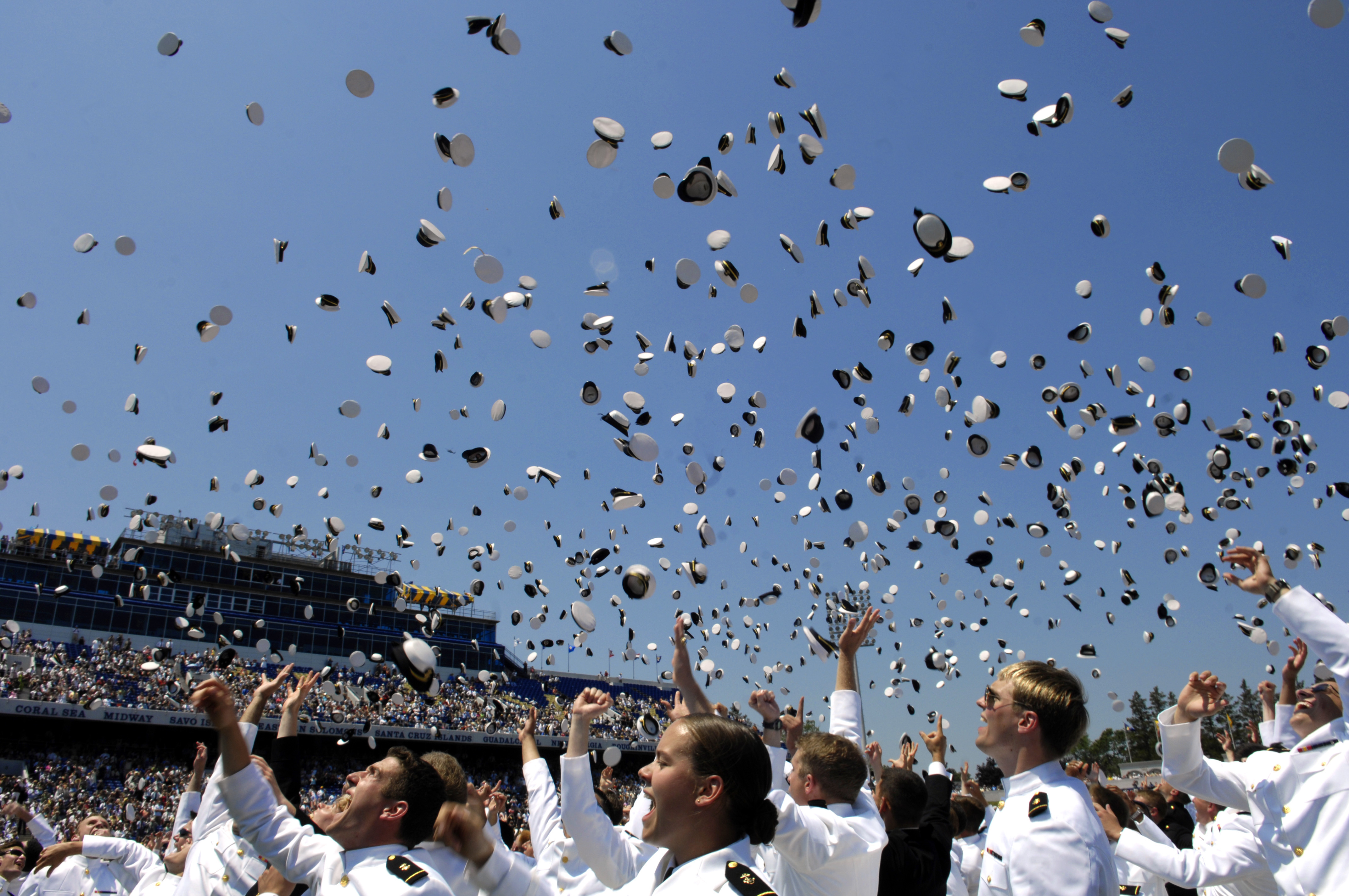
Ceremonia zakończenia studiów
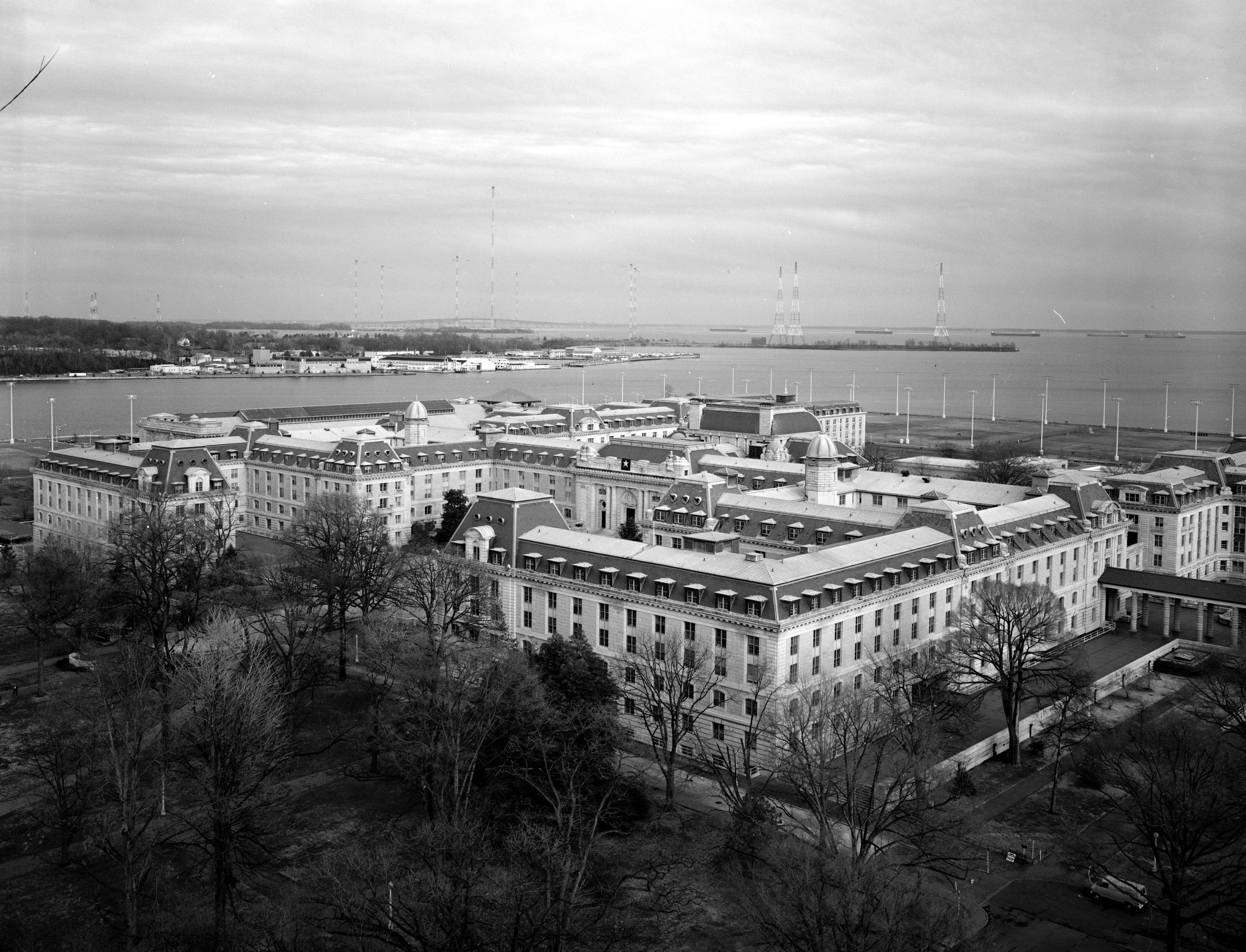
Bancroft Hall mieszczący akademik uczelni, zbudowany w latach 1901–1908